# Eingeschobener Katar
Ein Eingeschobener Katar (englisch slided katar, double katar) ist ein Dolch aus Indien, der als besonderer Typ des Katar bekannt ist. Alleinstellungsmerkmal dieser Waffe ist die Kombination, die es erlaubt, zwei Dolche vereinigt oder als zwei getrennte Waffen zu verwenden.

## Beschreibung
Ein Eingeschobener Katar hat zwei gerade, zweischneidige Klingen. Die Klingen laufen vom Heft zum Ort schmaler werdend spitz zu. Die Klingen sind unterschiedlich groß. Die größere der beiden ist hohl gefertigt und dient zur Aufnahme der kleineren Klinge. Beide Klingen haben ein Heft, das in der für den Katar üblichen Weise gefertigt ist. Bei dieser Version läuft das Heft des kleineren Katars in einer Art Schiene innerhalb des Hefts des größeren Katars. Bei Bedarf kann so der kleinere Katar nach hinten aus dem größeren herausgezogen werden. Dies ist sinnvoll, wenn man eine Zweitwaffe für den beidhändigen Kampf benötigt, oder die äußere, größere Klinge stumpf, gebrochen oder festgesteckt ist. Ein Eingeschobener Katar ist eine Sonderform des Katar. Er wurde ursprünglich von Kriegerkasten in Indien benutzt.

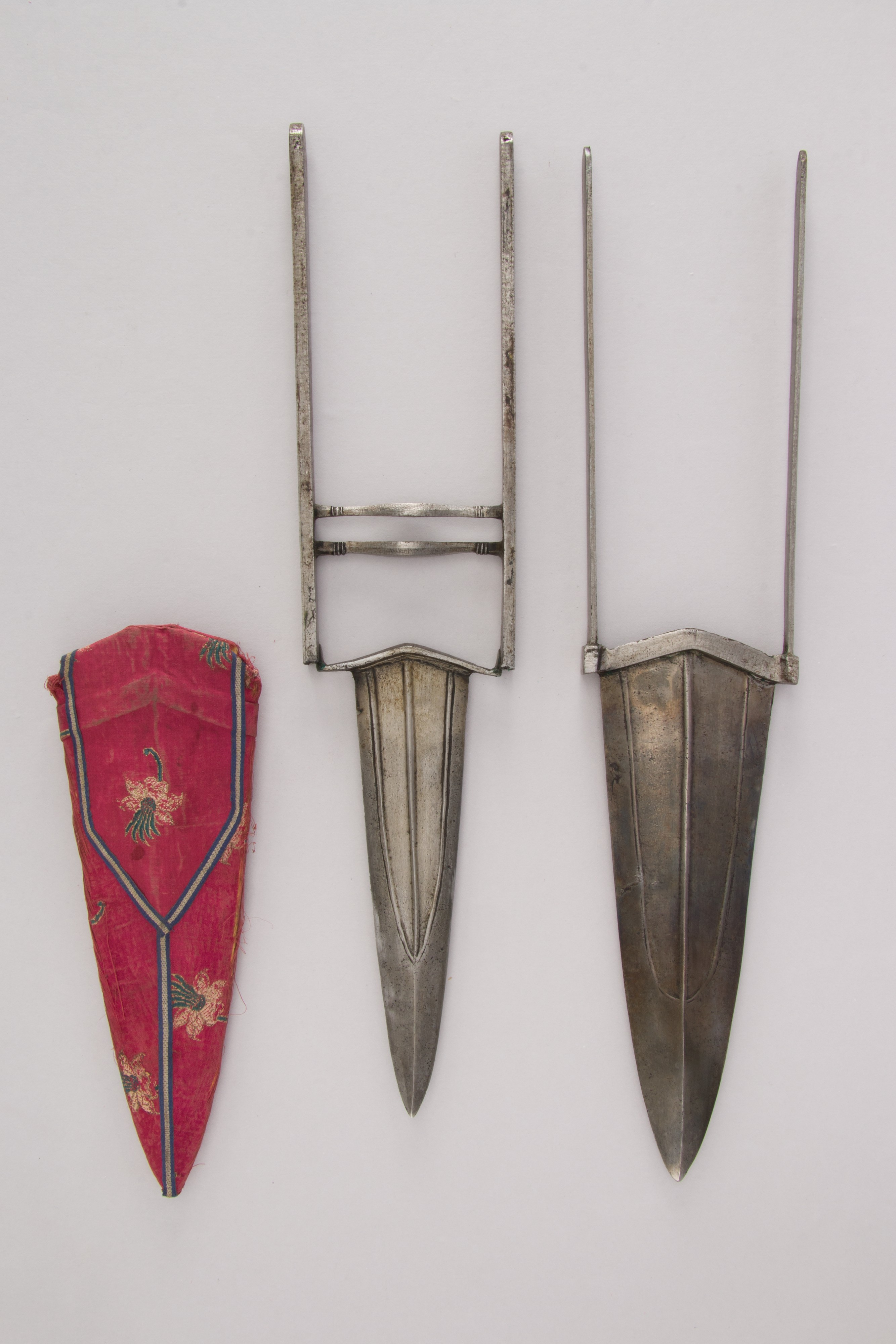
Eingeschobener Katar und Scheide, Met Inventar Nr. 36.25.733
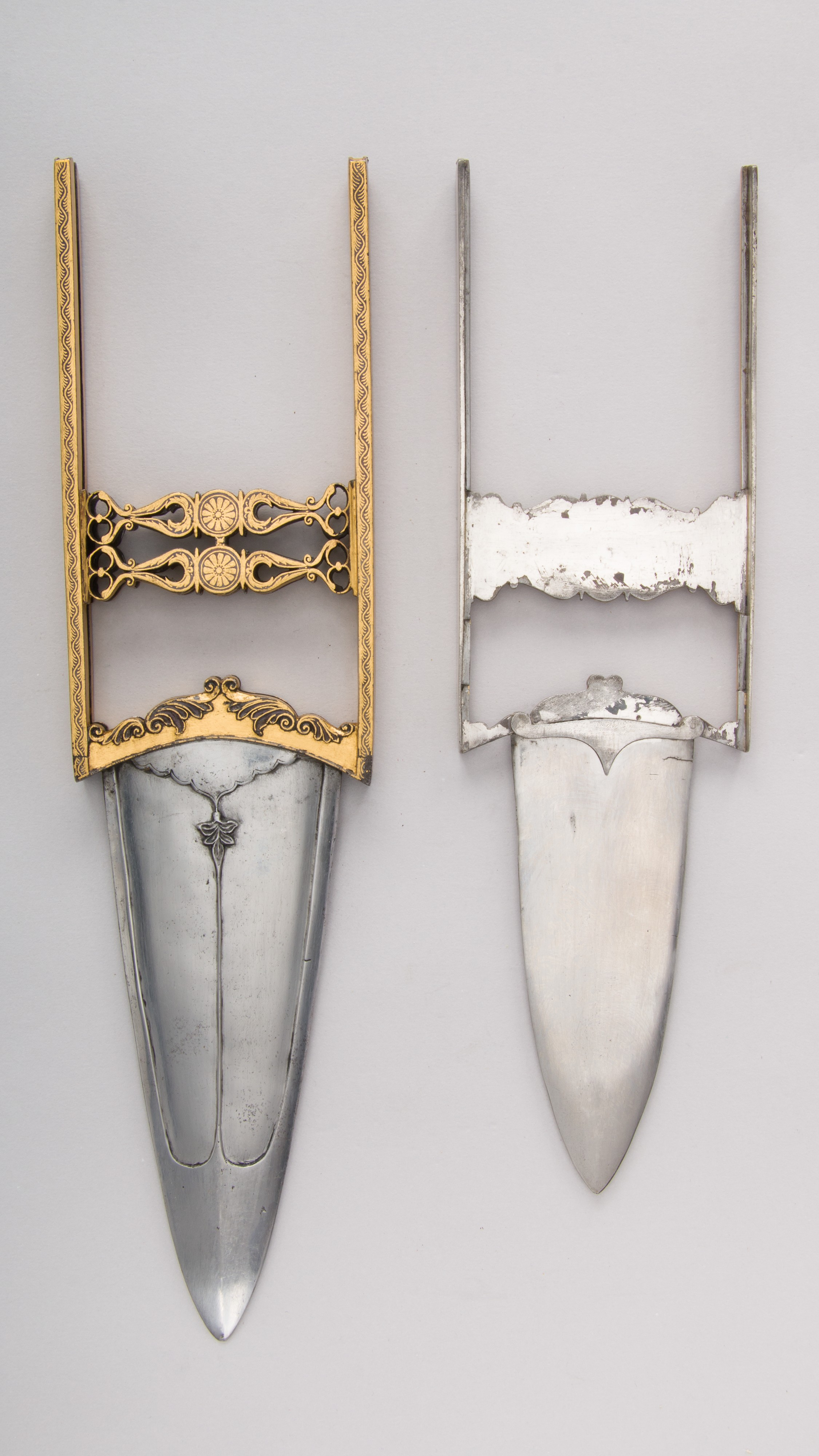
Eingeschobener Katar, Met Inventar Nr. 22.71.3
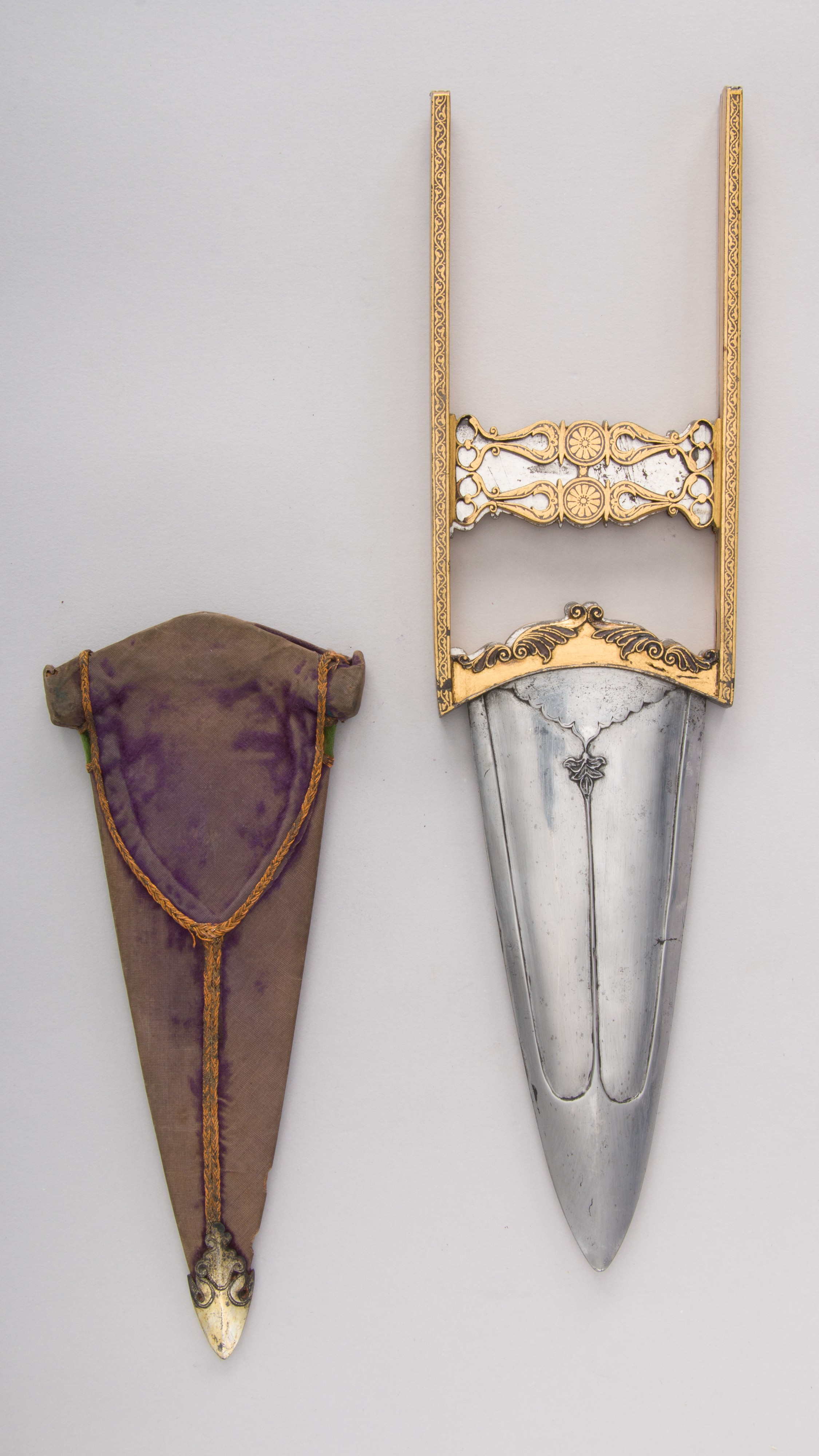
Eingeschobener Katar und Scheide, Met Inventar Nr. 22.71.3

## Varianten und Benennungen
Der eingeschobene Katar wird in Literatur, in Objektbeschreibungen von Museen und im Handel stets als Sonderform behandelt.
Neben der bekannten Grundform des Katars wurden etliche Varianten entwickelt. Tamilische Worte wie kaṭṭāri (கட்டாரி) oder kuttuvāḷ (குத்துவாள்) bedeuten in etwa Stoßklinge und werden als Ursprung der Namensvarianten Katar, Kattar, Khuttar angenommen. Die Benennungen gehen teilweise auf sanskritbasierte Namen zurück, die bei der Erfassung von Museumsbeständen in jeweilige Landessprachen übersetzt wurden. Im englischsprachigen Raum sind beschreibende Benennungen üblich, auf deren Basis in andere Landessprachen übersetzt wurde. Eine Übersicht bekannter Varianten findet sich in der Liste von Typen des Katar.

## Rezeption
Katars in der Form des eingeschobenen Katars sind relativ selten und nur in geringer Zahl in Museen oder im Handel anzutreffen.